# Formikofilia
Formikofilia (łac. formīca – „mrówka” i stgr. φιλία, philia – „przyjaźń” lub „upodobanie”) – rodzaj zoofilii, w której podniecenie i satysfakcję seksualną sprawiają gryzące lub pełzające po ciele (szczególnie w okolicach genitaliów, odbytu lub sutków) owady (np. karaluchy) albo inne małe zwierzęta (np. ślimaki).
Podniecenie jest wywoływane przez swędzenie, łaskotanie czy żądlenie (gryzienie) przez owady, ale także widok innej osoby, która silnie reaguje na obecność czy dotyk owadów.
Formikofile mogą zwabiać owady, rozsmarowując na ciele miód, dżem i inne podobne substancje. W niektórych przypadkach przyjemność może być czerpana z umieszczania insektów w odbycie lub pochwie, gdzie podniecające są dla nich bodźce wywołane przez próbujące się wydostać owady. Odmianą formikofilii może być tzw. „crush fetish” w przypadkach, gdy podniecenie wywołuje rozgniatanie owadów lub widok rozgniatającej je osoby (np. kobiety przy pomocy obcasa).
Termin formikofilia wprowadzili Ratnin Dewaraja i John Money, opisując w 1986 roku przypadek 26-letniego buddysty, pacjenta kliniki psychiatrycznej w Kolombo. W kolejnej pracy Dewaraja przedstawił korzystne efekty poradnictwa i terapii behawioralnej, zastosowanych u tego pacjenta w celu zmniejszenia zachowań parafilnych. Formikofilia nie ma odrębnego oznaczenia w klasyfikacji DSM-IV, należąc do kategorii parafilii niewyspecyfikowanych gdzie indziej.